# Reinhold Nann

Wappen von Reinhold Nann

Reinhold Nann (spanische Namensform: Reinaldo Nann, * 25. August 1960 in Breisach) ist ein deutscher römisch-katholischer Geistlicher und emeritierter Prälat von Caravelí in Peru.

## Leben
Reinhold Nann wurde in Breisach geboren und wuchs in Achkarren auf. An der Albert-Ludwigs-Universität Freiburg studierte er Philosophie und Theologie. Am 31. Mai 1987 empfing Nann das Sakrament der Priesterweihe für das Erzbistum Freiburg. Danach war er als Vikar in Mannheim und Waldkirch tätig. Bis 1992 war er in der Pfarrseelsorge tätig und ging dann bis 1996 und erneut ab 2002 als Fidei-donum-Priester nach Peru.
Nann war als Pfarradministrator in verschiedenen Gemeinden des Erzbistums Trujillo tätig und koordinierte von 2004 bis 2012 die Partnerschaft dieses Erzbistums mit seiner Heimatdiözese. Von 2003 bis 2006 war er Bischofsvikar für die Nordregion des Erzbistums. Seit 2017 war er Pfarrer einer Pfarrei im Apostolischen Vikariat San José de Amazonas.
Reinhold Nann gehört dem Schönstatt-Institut Diözesanpriester an.
Papst Franziskus ernannte ihn am 27. Mai 2017 zum Prälaten der Territorialprälatur Caravelí. Die Bischofsweihe spendete ihm der Erzbischof von Ayacucho o Huamanga, Salvador Piñeiro García-Calderón, am 15. August desselben Jahres; Mitkonsekratoren waren der Erzbischof von Trujillo, Héctor Miguel Cabrejos Vidarte OFM, und der Militärbischof von Peru, Juan Carlos Vera Plasencia MSC. Die Amtseinführung in Caravelí fand am 22. August 2017 statt. Nanns bischöflicher Wahlspruch lautet: den Armen das Evangelium bringen und ist dem Lukasevangelium entnommen (Lk 4,18 ).
Am 1. Juli 2024 nahm Papst Franziskus Nanns vorzeitigen Rücktritt an. Als Grund für den Rücktritt gab Nann gesundheitliche Probleme an. Er wolle ein Sabbatjahr in Deutschland verbringen und in dieser Zeit über seine weitere Zukunft entscheiden.